# Calamophis
Calamophis is een geslacht van slangen uit de familie waterdrogadders (Homalopsidae).

## Naam en indeling
De wetenschappelijke naam van de groep werd voor het eerst voorgesteld door Adolf Bernhard Meyer in 1874. De slangen werden eerder aan het geslacht Brachyorrhos toegekend. Er zijn vier soorten, waarvan er drie pas in 2012 wetenschappelijk werden beschreven. Deze drie soorten dragen allemaal de naam van een onderzoeker op het gebied van slangen.

## Verspreiding en habitat
De slangen komen voor in delen van Azië en leven in de landen Papoea-Nieuw-Guinea en Indonesië.

## Beschermingsstatus
Door de internationale natuurbeschermingsorganisatie IUCN is aan een soort een beschermingsstatus toegewezen. Calamophis jobiensis wordt beschouwd als 'onzeker' (Data Deficient of DD).

## Soorten
Het geslacht omvat de volgende soorten, met de auteur en het verspreidingsgebied.
| Naam                      | Auteur       | Vernoemd naar... | Verspreidingsgebied            |
| ------------------------- | ------------ | --- | ------------------------------ |
| Calamophis jobiensis      | Meyer, 1874  | Japen (vroeger Jobi), een eiland in de Indonesische provincie Papoea.                                                             | Papoea-Nieuw-Guinea            |
| Calamophis katesandersae  | Murphy, 2012 | Kate Laura Sanders vanwege haar onderzoek naar de evolutie van zeeslangen en onderzoek naar de verwantschappen binnen de slangen. | Papoea-Nieuw-Guinea, Indonesië |
| Calamophis ruuddelangi    | Murphy, 2012 | Ruud de Lang vanwege zijn onderzoek naar de reptielen van Indonesië.                                                              | Papoea-Nieuw-Guinea, Indonesië |
| Calamophis sharonbrooksae | Murphy, 2012 | Sharon Elizabeth Brooks vanwege haar onderzoek naar waterdrogadders in Cambodja.                                                  | Papoea-Nieuw-Guinea, Indonesië |